# Buceo
(El) Buceo és un barri (barrio) costaner del sud-est de Montevideo, Uruguai. Limita amb els barris de Pocitos i Villa Dolores a l'oest, Parque Batlle, Unión i Malvín Norte al nord, Malvín a l'est, i el litoral del Riu de la Plata a l'extrem sud.

## Informació
L'avinguda costanera del Buceo és La Rambla. Sobre aquesta es troba el Port del Buceo, i davant una torre que és seu del Museu Oceanogràfic de l'Uruguai. Més enllà d'aquestes construccions, s'estén la platja del Buceo.
Buceo és el barri on es troba el centre comercial més gran i important de la ciutat, el Montevideo Shopping Center, així com el World Trade Center i l'Edifici Panamericà. A més a més, el barri compta amb dos cementiris: el del Buceo i el Britànic.
Finalment, al port del Buceo va tenir lloc una de les batalles més importants per la independència de les Províncies Unides del Riu de la Plata respecte a Espanya: la batalla del port del Buceo.

## Imatges

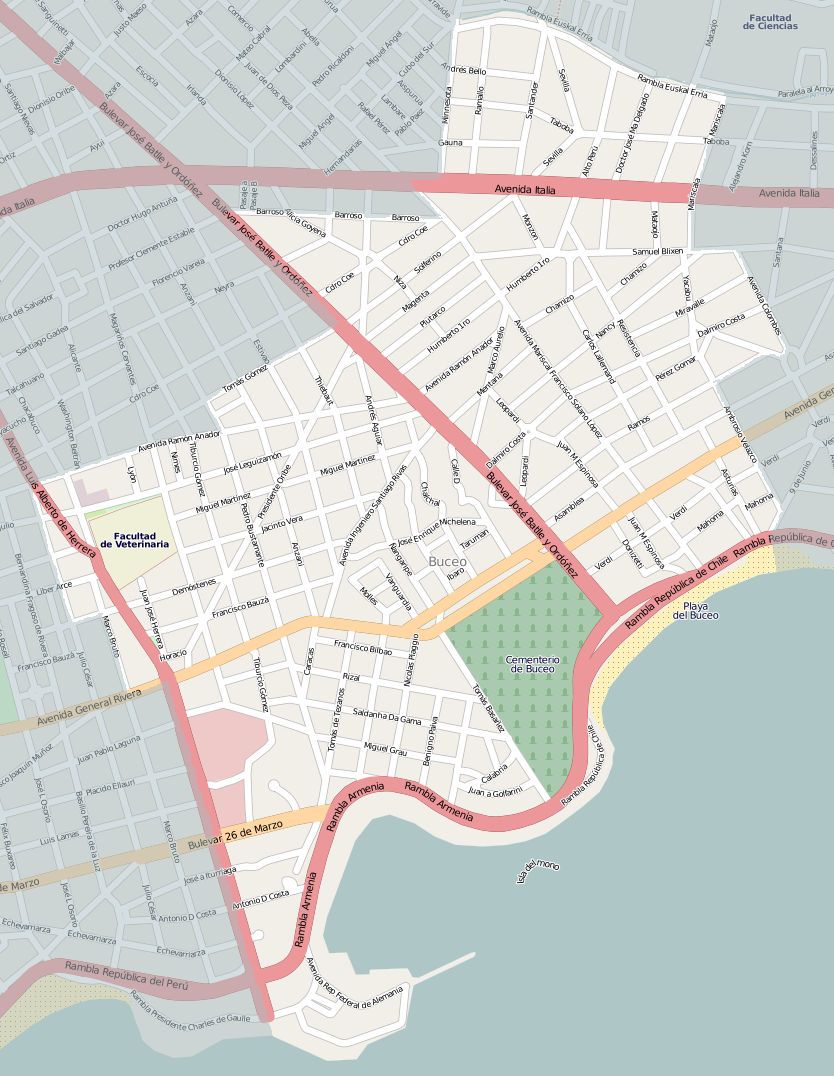
Mapa del Buceo.